# سانيا
سانيا (بالصينية: 三亚市) وهي مدينة صينية في جزيرة هينان جنوب الصين، وتعتبر ثالث أكبر مدينة في جزيرة هينان، وتقع هذه المدينة في أقصى جنوب هذه الجزيرة في الغرب، وحسب إحصاء 2010 عدد سكان هذه المدينة حوالي 605408 نسمة، ومساحة هذه المدينة 191958 كلم مربع، تعد المدينة مركزا لجذب السواح من مناطق الصين الأخرى، لان مناخها مناخ استوائي، وتقل فيه نسبة التلوث، كما أنها مركز لتدرب المنتخبات الصينية لكرة الطائرة الشاطئية، كما أنه أصبحت تقام فيها في الآونة الأخيرة مسابقات ملكة جمال العالم، تعيش في هذه المدينة سكان من قومية أوتسول.

## المناخ
يظهر الجدول التالي التغييرات المناخية على مدار السنة لسانيا:
| البيانات المناخية لـسانيا               | البيانات المناخية لـسانيا | البيانات المناخية لـسانيا | البيانات المناخية لـسانيا | البيانات المناخية لـسانيا | البيانات المناخية لـسانيا | البيانات المناخية لـسانيا | البيانات المناخية لـسانيا | البيانات المناخية لـسانيا | البيانات المناخية لـسانيا | البيانات المناخية لـسانيا | البيانات المناخية لـسانيا | البيانات المناخية لـسانيا | البيانات المناخية لـسانيا |
| الشهر                                   | يناير                     | فبراير                    | مارس                      | أبريل                     | مايو                      | يونيو                     | يوليو                     | أغسطس                     | سبتمبر                    | أكتوبر                    | نوفمبر                    | ديسمبر                    | المعدل السنوي             |
| --------------------------------------- | ------------------------- | ------------------------- | ------------------------- | ------------------------- | ------------------------- | ------------------------- | ------------------------- | ------------------------- | ------------------------- | ------------------------- | ------------------------- | ------------------------- | ------------------------- |
| الدرجة القصوى °م (°ف)                   | 30.4 (86.7)               | 31.0 (87.8)               | 33.2 (91.8)               | 34.5 (94.1)               | 35.4 (95.7)               | 35.9 (96.6)               | 34.5 (94.1)               | 34.3 (93.7)               | 35.5 (95.9)               | 33.7 (92.7)               | 32.6 (90.7)               | 31.9 (89.4)               | 35.9 (96.6)               |
| متوسط درجة الحرارة الكبرى °م (°ف)       | 26.1 (79.0)               | 26.8 (80.2)               | 28.6 (83.5)               | 30.7 (87.3)               | 32.0 (89.6)               | 31.9 (89.4)               | 31.7 (89.1)               | 31.4 (88.5)               | 31.2 (88.2)               | 30.2 (86.4)               | 28.5 (83.3)               | 26.6 (79.9)               | 29.6 (85.4)               |
| المتوسط اليومي °م (°ف)                  | 21.6 (70.9)               | 22.5 (72.5)               | 24.6 (76.3)               | 26.9 (80.4)               | 28.4 (83.1)               | 28.8 (83.8)               | 28.5 (83.3)               | 28.1 (82.6)               | 27.4 (81.3)               | 26.4 (79.5)               | 24.3 (75.7)               | 22.1 (71.8)               | 25.8 (78.4)               |
| متوسط درجة الحرارة الصغرى °م (°ف)       | 18.5 (65.3)               | 19.8 (67.6)               | 21.9 (71.4)               | 24.2 (75.6)               | 25.6 (78.1)               | 26.1 (79.0)               | 25.9 (78.6)               | 25.5 (77.9)               | 24.7 (76.5)               | 23.4 (74.1)               | 21.3 (70.3)               | 19.0 (66.2)               | 23.0 (73.4)               |
| أدنى درجة حرارة °م (°ف)                 | 5.1 (41.2)                | 11.0 (51.8)               | 10.5 (50.9)               | 19.1 (66.4)               | 19.8 (67.6)               | 21.3 (70.3)               | 22.1 (71.8)               | 21.8 (71.2)               | 20.1 (68.2)               | 14.7 (58.5)               | 7.9 (46.2)                | 7.1 (44.8)                | 5.1 (41.2)                |
| معدل هطول الأمطار مم (إنش)              | 8.0 (0.31)                | 12.8 (0.50)               | 19.2 (0.76)               | 43.3 (1.70)               | 142.3 (5.60)              | 197.5 (7.78)              | 192.6 (7.58)              | 221.5 (8.72)              | 251.4 (9.90)              | 234.5 (9.23)              | 58.3 (2.30)               | 10.7 (0.42)               | 1٬392٫1 (54.8)            |
| متوسط أيام هطول الأمطار (≥ 0.1 mm)      | 3.4                       | 3.6                       | 3.9                       | 5.6                       | 10.0                      | 14.0                      | 13.8                      | 16.0                      | 17.0                      | 13.5                      | 6.6                       | 3.7                       | 111.1                     |
| متوسط الرطوبة النسبية (%)               | 84.3                      | 85.8                      | 83.9                      | 80.4                      | 76                        | 73.8                      | 72                        | 73.5                      | 79.5                      | 81.8                      | 82                        | 82.8                      | 79.6                      |
| متوسط مؤشر الأشعة فوق البنفسجية         | 9                         | 11                        | 12                        | 12                        | 12                        | 12                        | 12                        | 12                        | 12                        | 10                        | 9                         | 8                         | 11                        |
| المصدر: Weather China and Weather Atlas |                           |                           |                           |                           |                           |                           |                           |                           |                           |                           |                           |                           |                           |

## مراجع

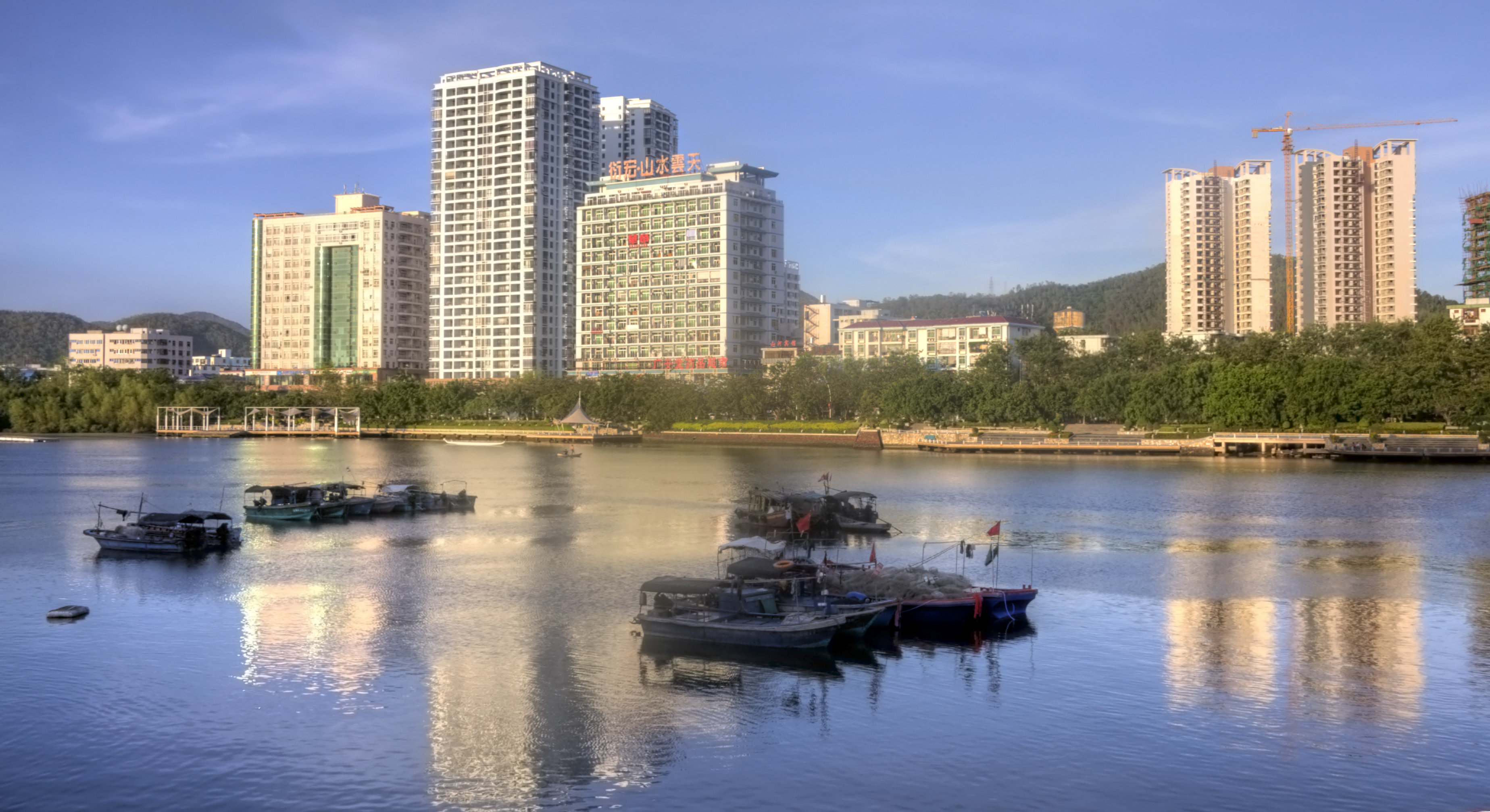
نهر سانيا

## توأمة
لسانيا اتفاقيات توأمة مع كل من:
- خاباروفسك
- كان
- كانكون
- Benito Juárez Municipality, Quintana Roo [الإنجليزية]‏